# Шембеково
Шембеково (пол. Szembekowo, нім. Schembeck) — село в Польщі, у гміні Оброво Торунського повіту Куявсько-Поморського воєводства.
Населення — 437 осіб (2011).
У 1975-1998 роках село належало до Торунського воєводства.

## Демографія
Демографічна структура станом на 31 березня 2011 року:
|          | Загалом | Допрацездатний вік | Працездатний вік | Постпрацездатний вік |
| -------- | ------- | ------------------ | ---------------- | -------------------- |
| Чоловіки | 211     | 60                 | 144              | 7                    |
| Жінки    | 226     | 65                 | 134              | 27                   |
| Разом    | 437     | 125                | 278              | 34                   |